# بوزنبرون
بوزنبرون (به آلمانی: Bösenbrunn) یک شهر در آلمان است که در فوگتلاندکرایس واقع شده‌است. بوزنبرون ۱٬۳۳۹ نفر جمعیت دارد.